# Limbe (Camerún)
Limbe (hasta 1982, Victoria) es una ciudad costera de la Provincia del Suroeste de Camerún. Limbe es la capital del departamento de Fako. Fue fundada en 1857 en la ladera sur del Monte Camerún y se desarrolló como ciudad costera vacacional. Según el censo del 2001, su población era de 84,500 habitantes.

## Estadísticas
Religión: Cristianos, Musulmanes, Baha'i, Animistas
Idiomas: inglés, francés, Pidgin, Bakweri, varias lenguas africanas 
Industria: Alimentaria, Textiles, Químicas, Petróleo
Exportaciones: Café, Cacao, Algodón, Azúcar, Tabaco, Caucho, Palma de aceite
Clima: Tropical

## Historia
Limbe era conocida como Victoria hasta 1982. La ciudad fue fundada por el misionero británico Alfred Saker de la Sociedad Misionera Baptista de Londres. Recibió la tierra del rey Guillermo I de Bimbia. Los misioneros Presbiterianos suizos recibieron la tierra de la Sociedad Misionera Baptista en 1887. En estos momentos Camerún se convirtió en una colonia de Alemania. Victoria pasó a la Corona británica en 1915.

## Idioma
El idioma oficial de la provincia del suroeste es el inglés, aunque también se habla francés debido a la proximidad geográfica de la ciudad de Duala, donde el idioma oficial es el francés. La mayoría de la población habla el Pidgin inglés. La lengua nativa de la región es el Bakweri o Mokpwe.

## Lugares de interés

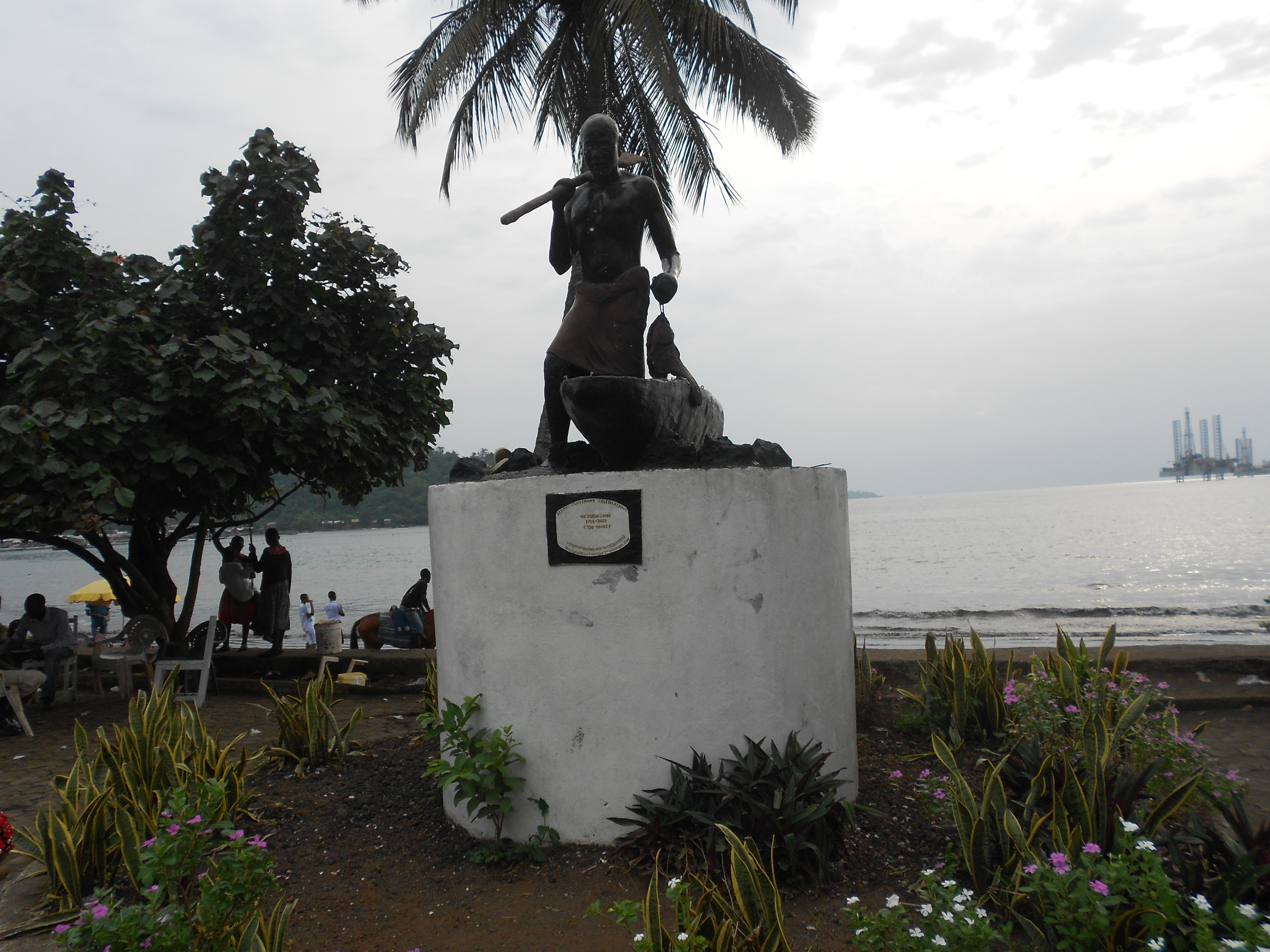
Monumento que celebra los 150 años de Limbe, Camerún. Representa la cultura del pueblo.

La ubicación de Limbe es en una bahía que tiene de telón de fondo la cordillera del monte Camerún. Sus playas de arenas negras son famosas entre los turistas occidentales, siendo Limbe un destino turístico principal, junto con Kribi, la otra ciudad costera. Son atracciones dignas de ser visitadas el Jardín Botánico y Zoológico Limbe y el "Limbe Wildlife Centre" ubicado en él. Los principales hoteles de Limbe son; el Atlantic Beach Hotel, First International Inn, y el Seme Beach Hotel.

## Comercio
Camerún tiene fama mundial por su té y su producción  agrícola, y Limbe es el centro de la industria del  aceite.  El puerto de Limbe es uno de los cuatro puertos comerciales de Camerún.

## Ciudades hermanadas
- Saint-Brieuc, Francia
- Saint John's, Antigua y Barbuda
- Seattle, EE. UU.